# Eryngium dichotomum
Eryngium dichotomum là một loài thực vật có hoa trong họ Hoa tán. Loài này được Desf. mô tả khoa học đầu tiên năm 1798.